# Грут Дессейн
Groot Desseyn (голландське означає «великий задум») — план, розроблений у 1623 році голландською Вест-Індською компанією щодо захоплення португальсько-іспанських володінь Піренейського союзу в Африці та Америці, щоб іспанці не забрали багато грошей за війну проти Нідерландів.

## Історія
Після закінчення Дванадцятирічного перемир'я 3 червня 1621 року була створена Голландська Вест-Індська компанія. Ця компанія отримала монополію на торгівлю в Атлантиці Генеральними Штатами Нідерландської Республіки. Після збору коштів для компанії, директори компанії, Heeren XIX, розробили Groot Desseyn у жовтні 1623 року.
План передбачав захоплення перше столиці Бразилії Сан-Салвадор-да-Баїя (Сальвадор), а потім Сан-Паулу-де-Лоанда (Луанда), головної фортеці Португалії на узбережжі Анголи Таким чином компанія отримала контроль над прибутковими цукровими плантаціями в Бразилії та атлантичною работоргівлею. Контроль торгівлі був необхідний через суворі умови на плантаціях і високий рівень смертності від тропічних хвороб, таких як малярія.

### Перша спроба (1624—1625)
Був швидко зібраний флот, флот для завоювання Сальвадора. У грудні 1623 і січні 1624 флот залишив республіку двома групами, які були зібрані на островах Кабо-Верде. Армія під командуванням Якоба Віллекенса завоювали Сальвадор 8 травня 1624 року.
Потім голландці зібрали сили в Сальвадорі для нападу Луанду. Флот під командуванням Піта Хейна намагався захопити місто, але зазнав невдачі, тому що Філіпс ван Зуйлен також намагався захопити місто кількома місяцями раніше, але це не вдалося, оскільки португальці укріпили місто та додали підкріплення.
Однак у Бразилії, голландці були більш успішними. Іспано-Португальська імперія вже очікувала голландської облоги, але облога була успішною : 1000 голландців взяли в облогу фортецю і змусили більшість гарнізону тікати. Коли іспанська корона почула про раптову втрату, був зібраний флот із 12 000 чоловік, щоб повернути місто. Після тривалої облоги їм у травні 1625 року вдалося здобути фортецю. Це було через рік після попереднього взяття фортеці Groot Dessen був тимчасово покинутий після невдалого завоювання Ельміни на Золотому березі Африки.
Голландці все-таки досягли успіху у своїй першій спробі Groot Desseyn у 1637 році, обидві попередні цілі та більшу частину прилеглих земель; включно з багатим західноафриканським (голландським) Золотим узбережжям і бразильською Новою Голландією Конфлікти з корінними народами тривавали але, Іспанія рішуче відмовилася від своїх претензій наприкінці Вісімдесятирічної війни.

### Друга спроба (1630—1650)
Ситуація змінилася на краще для них, коли Піт Хейн завоював іспанський флот зі скарбами в 1628 році. Компанія несподівано вичерпалася ресурсами і вирішила знову спробувати захопити португальські атлантичні колонії.
Рабничий порт Горе в Сенегамбії вже був захоплений у 1627 році. На початку 1630 року флоту під керівництвом Хендріка Лонка змогли захопити Ресіфі та Олінду.Також окрема група в 1633 році захопила Аргуін ; в 1637 році Ельміна також впала.
Все-таки дві спроби відвоювати Сальвадор повернулась невдачою. У 1641 році флоту під керівництвом Корнеліса Джола нарешті вдалося захопити Луанду. Голландська Вест-Індська компанія була на вершині своєї могутності, і Groot Desseyn, здавалося, більш-менш досяг успіху.
Однак скоро ситуація почала змінюватися. У 1645 році голландці програли битву при Табокасі на бразильському материку, що стало першою з багатьох поразок у Бразилії. А ціна постійної війни привела компанію на межу банкрутства.Після закінчення дії Хартії у 1645 році, компанія була капіталізована Голландської Ост-Індської компанії на 1,5 мільйона голландських гульденів і Голландська республіка взяла на себе командування війною в Бразилії. Луанда була відвойована Португалією в 1648 році, а дві битви при Ґуарарапесі, перша в 1648 році та друга в 1649 році, фактично припинили участь Нідерландів у Бразилії. Між 1652 і 1654 роками голландці намагалися повернути Ресіфі, але безуспішно. Groot Desseyn зазнав невдачі.